# Jouy-Mauvoisin
Jouy-Mauvoisin – miejscowość i gmina we Francji, w regionie Île-de-France, w departamencie Yvelines.
Według danych na rok 1990 gminę zamieszkiwało 500 osób, a gęstość zaludnienia wynosiła 177 osób/km² (wśród 1287 gmin regionu Île-de-France Jouy-Mauvoisin plasuje się na 809. miejscu pod względem liczby ludności, natomiast pod względem powierzchni na miejscu 824.).